# Ново-Ранцево
Ново-Ранцево — посёлок в Кувшиновском районе Тверской области. Входит в состав Сокольнического сельского поселения.

## География
Посёлок находится в центральной части Тверской области на расстоянии приблизительно 11 километров (по прямой) на юго-запад от Кувшинова, административного центра района.

## История
Посёлок был основан после Великой Отечественной войны. Впервые отмечен на карте 1980 года. До 2015 года посёлок входил в Ранцевское сельское поселение.

## Население
Численность населения: около 40 человек (1980), 16 (русские 100 %) в 2002 году, 1 в 2010.